# Sieniutowo
Sieniutowo – dawne miasto (1646–1703), obecnie dzielnica we wschodniej części Zdun (woj. wielkopolskie, powiat krotoszyński). Rynkiem Sieniutowa był współczesny Plac Skargi.
Sieniutowo powstało jako trzeci organizm miejski zduńskiego trójmiasta w 1646 (obok Zdun Polskich i Zdun Niemieckich) w związku z coraz liczniej przybywającą ludnością protestancką. Każdy z ośrodków miejskich posiadał własne władze, rynki, ratusze, cmentarze itp. Dawne Sieniutowo to okolice obecnych ulic Ostrowskiej i Sulmierzyckiej w Zdunach.
Sieniutowo było samodzielnym miastem  w latach 1646-1703, następnie posiadały ze Zdunami Niemieckimi (Nowymi) wspólną administrację do 1772, kiedy to zostały połączone ze Zdunami Polskimi (Starymi) (prawa miejskie 1267) i Zdunami Niemieckimi (prawa miejskie 1637) w jedno miasto – Zduny.

## Koncepcja reaktywacji
W 2017 roku Rada Miejska w Zdunach przegłosowała uchwałę w sprawie przeprowadzenia konsultacji z mieszkańcami miasta Zduny w sprawie utworzenia Rad Osiedlowych w mieście Zduny i nadania statutów powstałym osiedlom i treści tych statutów. Pojawiła się inicjatywa utworzenia trzech osiedli na osnowie trzech historycznych miast wchodzących obecnie w skład Zdun:
- Osiedle nr 1 „Zduny Stare” – miałoby obejmować obszar okręgów wyborczych nr 1, nr 2 oraz nr 3;
- Osiedle nr 2 „Zduny Nowe” – miałoby obejmować obszar okręgów wyborczych nr 4, nr 5 oraz nr 6;
- Osiedle nr 3 „Sieniutowo” – miałoby obejmować obszar okręgów wyborczych nr 7, nr 8 oraz nr 9.

Włodarze chcieli, aby społeczności zaczęły się silniej z sobą integrować i miały lepsze poczucie tożsamości. Liczyli także na szerszą aktywizację kulturotwórczą jako namiastka budżetu obywatelskiego.
Koncepcję zrealizowano decyzją Rady Miejskiej w 2018 roku, kiedy to po raz pierwszy wybrano rady wszystkich trzech osiedli.